# Accession (Star Trek: Deep Space Nine)
"Accession" és el dissetè episodi de la quarta temporada de la sèrie de televisió de ciència-ficció estatunidenca Star Trek: Deep Space Nine, el 89è de tota la sèrie. Originalment es van emetre en redifusió a partir del 26 de febrer de 1996.  L'episodi va ser dirigit per Les Landau i va ser escrit per Jane Espenson. Va rebre una qualificació Nielsen de 6,5 quan es va emetre per televisió el 1996.
Ambientada al segle XXIV, la sèrie segueix les aventures a Espai Profund 9, una estació espacial situada prop d'un forat de cuc estable entre els Quadrants Alfa i Gamma de la Via Làctia, prop del planeta Bajor, mentre els bajorans es recuperen d'una brutal ocupació de dècades pels imperialistes cardassians. El Quadrant Gamma acull un imperi hostil conegut com el Domini, governat pels Fundadors que canvien de forma. A la quarta temporada, els cardassians han fet les paus amb els bajorans, però estan lluitant una guerra difícil amb els klíngons. En aquest episodi, Sisko té una oportunitat molt apreciada de renunciar al títol d'Emissari, però aviat se'n penedeix.
Una subtrama d'aquest episodi tracta del retorn de Keiko O'Brien a l'estació després d'una expedició de recerca a Bajor i el seu marit Miles readaptant-se a la vida amb ella després de la seva llarga absència.

## Argument
Una nau espacial bajorana arcaica emergeix del forat de cuc. El seu passatger, Akorem Laan, és un venerat poeta bajorà que va desaparèixer fa 200 anys. Akorem afirma haver estat escollit pels Profetes com el seu Emissari, un paper que es creu que pertanyia al capità Sisko. Sisko, que mai es va sentir còmode sent la figura del messies dels bajorans, cedeix immediatament el títol.
Akorem creu que els Profetes el van portar de tornada per restaurar el sistema de castes tradicional de Bajor, abandonat durant els 50 anys d'ocupació cardassiana de Bajor. Porta, un sacerdot bajorà que dóna suport a Akorem, li diu a la major Kira que ha de renunciar a la seva comissió militar i convertir-se en artista, que és la professió tradicional de la seva casta. Sisko adverteix que la discriminació basada en la casta desqualificaria Bajor per ser membre de la Federació Unida de Planetes, però Akorem s'hi resisteix.
Sisko té un somni on Kai Opaka, un antic líder espiritual de Bajor, li diu que ha perdut de vista qui és. El doctor Bashir creu que Sisko ha experimentat una "ombra orbe", un tipus d'al·lucinació que els bajorans creuen que són recordatoris per a les persones que ignoren la voluntat dels profetes. Sisko accepta un tractament per fer que les visions s'aturin.
Porta assassina un company sacerdot la casta del qual es considera espiritualment impura. Sisko s'adona que la influència d'Akorem és dolenta per a Bajor i el desafia per al paper d'Emissari. Per resoldre l'assumpte, van al forat de cuc i pregunten als mateixos profetes què volen. Els Profetes els diuen que Sisko és, de fet, el seu Emissari i que és "de Bajor", i que van portar Akorem al present per recordar-li la responsabilitat que té. Akorem és enviat de tornada a la seva pròpia era sense cap record del que li va passar en el futur.
Un cop més reconegut com l'Emissari pels bajorans, Sisko accepta el paper feliçment, apreciant de nou la influència positiva que té sobre el poble bajorà. El Major Kira s'adona que el poema èpic d'Akorem "La Crida dels Profetes", que fins aquell moment havia estat incomplet, ara existeix íntegrament, cosa que suggereix que Akorem va poder completar la seva obra mestra després de tornar al passat.
En una trama secundària, Keiko O'Brien i la seva filla Molly tornen d'un viatge de recerca a Bajor; Miles està content de tenir la seva família de tornada a l'estació, però troba a faltar el temps lliure que havia de passar amb Bashir. Keiko ho nota i s'encarrega que els dos continuïn passant temps junts.

## Actors convidats
- Richard Libertini - Akorem Laan
- Rosalind Chao - Keiko O'Brien
- Hana Hatae - Molly O'Brien
- Camille Saviola -  Kai Opaka
- Robert Symonds - Vedek Porta
- David Carpenter - Onara
- Grace Zandarski - Latara
- Laura Jane Salvato - Gia

## Producció
La nau espacial d'Akorem està representada per imatges generades per ordinador produïdes per Industrial Light & Magic. També van fer una nau espacial similar a l'episodi "Explorers".

## Recepció
El 2018, SyFy va recomanar aquest episodi per a la seva guia de visionat abreujada per al personatge Kira Nerys. Van elogiar això episodi no només per tenir una "escena preciosa", sinó també per establir quant valora Kira la seva feina a l'estació espacial i les seves relacions allà.
El 2020, Io9 va dir que aquest era un dels episodis "imprescindibles" de la sèrie.